# Euphausia crystallorophias
Euphausia crystallorophias (ijskrill) is samen met Euphausia superba de meest voorkomende soort krill uit de Antarctische wateren. Beide soorten zijn vertegenwoordigers uit de zuidelijke zeeën van het grootste geslacht Euphausia (met meer dan 30 soorten), uit de familie Euphausiidae (met negen andere geslachten) en de orde Euphausiacea (met twee families).

## Beschrijving
Beide soorten Euphausia komen zowel in het open water als onder het drijfijs voor. Volwassenen stadia van Euphausia crystallorophias zijn kleiner dan die van Euphausia superba, verder hebben ze een groter oog en een lang en scherp gepunt rostrum (snuit).
E. crystallorophias of ijskrill wordt waargenomen langs de kust van Antarctica en vervangt daar de meer aan het open water van de oceaan gebonden Euphausia superba. IJskrill is wordt meestal aangetroffen op een diepte van 350-600 meter, maar soms ook op wel 4.000 meter onder het wateroppervlak.

## Ecologie
IJskrill vreet bacteriën, diatomeeën, detritus en andere micro-organismen, verder algen die groeien aan de onderkant van het drijvende zee-ijs. IJskril is een belangrijke bron van voedsel voor vissen, walvissen en pinguïns. Vooral dwergvinvissen, Weddell zeehonden, adeliepinguïns en een veelvoorkomend soort ijskabeljauw, Pleuragramma antarcticum. Zij vormen daardoor een belangrijke tussenschakel in de voedselketen van het Antarctisch gebied tussen algen en de gewervelde dieren als vissen, vogels en zeezoogdieren.